# Coleophora obscuratella
Coleophora obscuratella é uma espécie de mariposa do gênero Coleophora pertencente à família Coleophoridae.